# 已過時計量單位列表
已過時的計量單位列表按類型組織過時計量單位。這些單位通常不再使用。

## 區域性
- Antsingae（英语：Antsingae）[1]

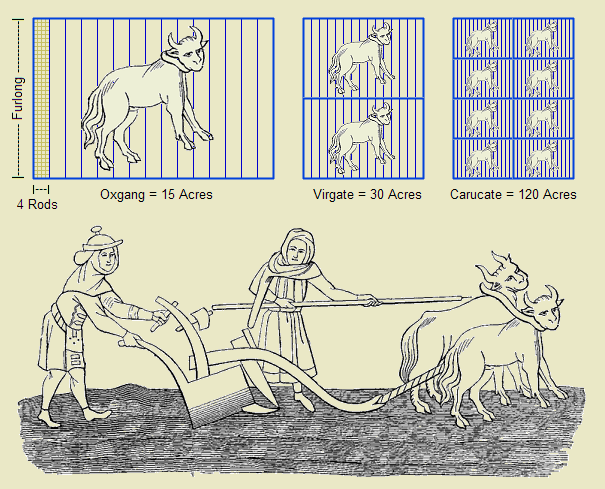

- Bunarium（英语：Bunarium） (複數："bunaria")[1]
- Carucate（英语：Carucate）
- Cawnie（英语：Cawnie）
- Decimal（英语：Decimal (unit)）
- Dessiatin
- Ground（英语：Ground (unit)）
- Hide（英语：Hide (unit)）
- Juchart（英语：Juchart）
- Jugerum（英语：Jugerum）
- Katha（英语：Katha (unit)）
- Lessa（英语：Lessa (unit)） or Lecha[2]
- Marabba（英语：Marabba）
- 摩爾亨
- Oxgang（英语：Oxgang）
- Pari（英语：Pari (unit)） – 面積單位約等於1公顷
- Quinaria
- Tathe（英语：Tathe）
- Virgate（英语：Virgate）

## 能源
- 彭赛列 (单位)
- 斯坦 (單位)
- Technical atmosphere（英语：Technical atmosphere）

## 長度
- Ald（英语：Ald (unit)）
- Alen（英语：Alen (unit of length)）
- Aṅgula（英语：Aṅgula）
- Arabic mile（英语：Arabic mile）
- Arş（英语：Arş）和Arşın（英语：Arşın）
- Bamboo（英语：Bamboo (unit)）里格
- Barleycorn（英语：Barleycorn (unit)）
- Button（英语：Button (unit)） – 1⁄12英寸（2.1 mm）[3]:29
- Cana（英语：Cana (unit)）[4]
- 肘 (單位)[5]
- 厄爾
- Girah（英语：Girah）
- Guz（英语：Guz）
- Hat'h（英语：Hat'h）
- Jow（英语：Jow (unit)）
- Lachter（英语：Lachter）
- Ligne（英语：Ligne）
- Line（英语：Line (unit)）
- Macedonian cubit（英语：Macedonian cubit）
- Pace（英语：Pace (unit)）
- Palm（英语：Palm (unit)）
- Parasang（英语：Parasang）
- Pes（英语：Pes (unit)）
- Pyramid inch（英语：Pyramid inch）
- 桿
- Sana lamjel（英语：Sana lamjel）
- Spat（英语：Spat (unit)） – 1,000,000,000 km（620,000,000 mi）
- Stadion（英语：Stadion (unit of length)）
- Step（英语：Step (unit)）
- Unglie（英语：Unglie）
- Vara（英语：Vara (unit of length)）[4]
- 由旬

## 亮度

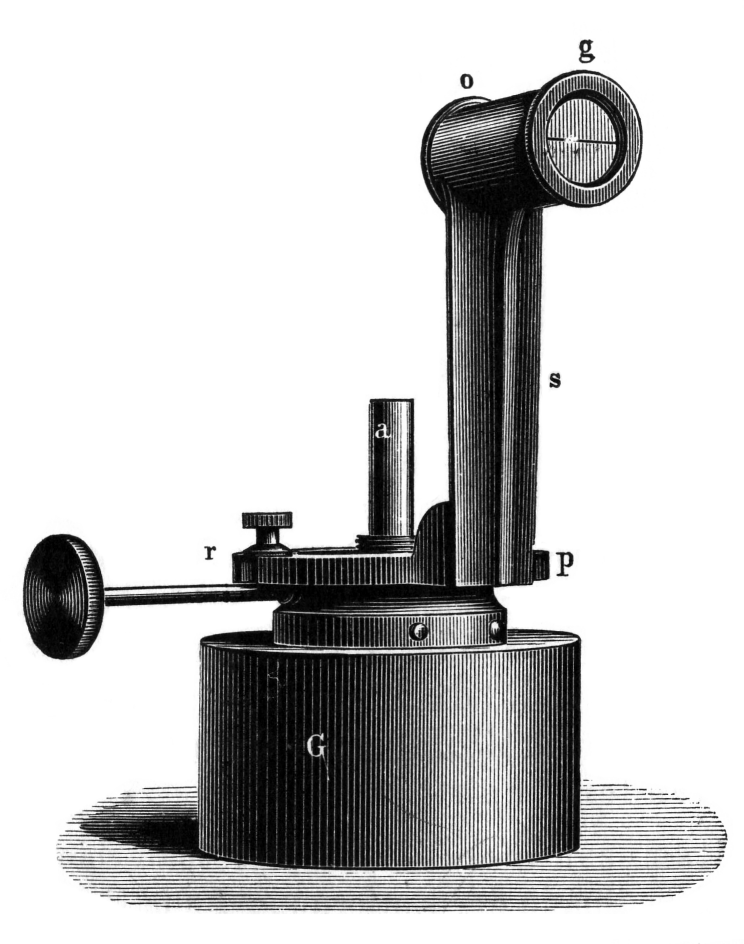

- Candlepower - 0.981 坎德拉
- Carcel burner（英语：Carcel burner） – 法國照明計量單位
- Carcel（英语：Carcel）
- Hefner candle（英语：Hefner candle）
- Violle（英语：Violle）

## 質量或重量
- Abucco（英语：Abucco）[6]
- Arroba（英语：Arroba）[7]
- Bag（英语：Bag (unit)） – 94磅（43）[3]:37
- Buddam（英语：Buddam (unit)）
- Candy（英语：Candy (unit)）
- Corgee（英语：Corgee）
- Cullingey（英语：Cullingey）
- Dharni（英语：Dharni (unit)）
- 迪拉姆
- Duella（英语：Duella）
- Dutch cask（英语：Dutch cask） – 112磅（51）
- Esterling（英语：Esterling）
- Faggot（英语：Faggot (unit)）
- 格里夫纳 (单位)
- Keel（英语：Keel (unit)） – 英國煤質量單位21,540.19446656（47,488.0000000磅）[3]:48
- Large sack（英语：Large sack）
- 长吨
- Lot（英语：Lot (unit)）
- Mark
- Munjandie（英语：Munjandie）
- Oka（英语：Oka (mass)）
- Pao（英语：Pao (unit)）
- Passeree（英语：Passeree） – 4.6（10.1412640605磅）附近
- 英钱
- Pood（英语：Pood）
- Roll[3]:46等於24 oz（680 g）[3]:52
- Room – 15,680磅（7,110）[3]:52
- Sarpler（英语：Sarpler）
- Ship load（英语：Ship load）
- 斯勒格
- 塔兰同
- Tank（英语：Tank (unit)）
- Tod（英语：Tod (unit)）
- Truss（英语：Truss (unit)）
- Whey（英语：Whey (unit)）
- Zentner（英语：Zentner）
- Zolotnik（英语：Zolotnik）

## 溫標
- 德利尔温标
- 萊頓溫標
- 牛頓溫標 – [8][9][10]
- 列氏溫標
- 羅氏溫標
- Wedgwood scale（英语：Wedgwood scale）

## 體積

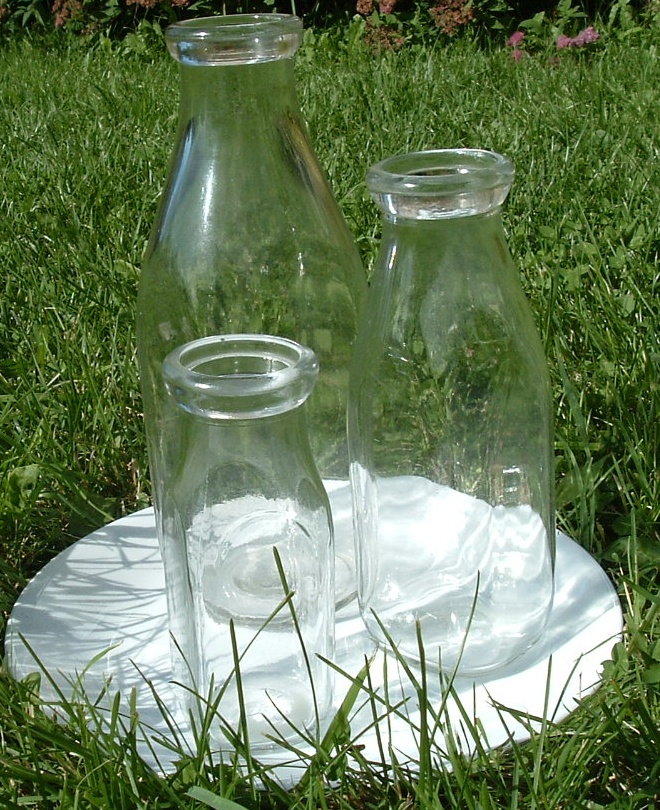

- Acetabulum（英语：Acetabulum (unit)）
- Adowlie（英语：Adowlie）
- Amphora（英语：Amphora (unit)）
- Aum（英语：Aum (unit)）
- 葡萄酒瓶
- Botella[11][12]
- 水桶
- Butt（英语：Butt (unit)）
- Chungah（英语：Chungah）
- Congius（英语：Congius）
- Coomb（英语：Coomb (unit)）
- 考得[3]:52
- Cotyla（英语：Cotyla）
- Cran（英语：Cran (unit)）
- Cullishigay（英语：Cullishigay）
- Deal（英语：Deal (unit)）[3]
- Demiard（英语：Demiard）
- Firlot（英语：Firlot）
- Hekat（英语：Hekat (unit)）
- Hogshead（英语：Hogshead）
- Homer（英语：Homer (unit)）
- House cord – [3]
- Kile（英语：Kile (unit)）
- 石 (容量單位)
- Lambda（英语：Lambda (unit)）
- London quarter（英语：London quarter）
- Lump of butter[13]
- Masu（英语：Masu (measurement)）
- Metretes（英语：Metretes）
- Octave（英语：Octave (unit)）
- Omer（英语：Omer (unit)）
- Pau（英语：Pau (unit)）
- 配克
- Puddee（英语：Puddee）
- Salt spoon[13]
- Seah（英语：Seah (unit)）
- Ser（英语：Ser (unit)）
- Shipping ton（英语：Shipping ton） – 體積單位定義為50 cu ft（1.4 m3）
- Stuck（英语：Stuck (unit)）
- Wineglass[13]

## 其它
- Apothecaries' system
- Atom (time)（英语：Atom (time)）
- Bahar（英语：Bahar (unit)）
- Batman（英语：Batman (unit)）
- 摩尔 (单位)
- Dimi (metric prefix)（英语：Dimi (metric prefix)）[3]
- Fanega（英语：Fanega）
- Fresnel（英语：Fresnel (unit of frequency)）
- Garce（英语：Garce）
- Hobbit（英语：Hobbit (unit)）
- Kula（英语：Kula (unit)）
- Last（英语：Last (unit)）
- 里格
- Mache（英语：Mache (unit)）
- Mesures usuelles（英语：Mesures usuelles）
- 桿
- Pièze（英语：Pièze）
- Quibi
- Rood（英语：Rood (unit)）
- Sack（英语：Sack (unit)）
- Schoenus
- Scrupulum（英语：Scrupulum）
- Seam（英语：Seam (unit)）
- Seer（英语：Seer (unit)）
- 土瓦茲
- Tub（英语：Tub (unit)）
- Uncia（英语：Uncia (unit)）
- Wey（英语：Wey (unit)）
- Winchester measure（英语：Winchester measure）

### 各地域計量單位列表
- 尺貫法
- Ancient Arabic units of measurement（英语：Ancient Arabic units of measurement）
- Ancient Egyptian units of measurement（英语：Ancient Egyptian units of measurement）
- Ancient Greek units of measurement（英语：Ancient Greek units of measurement）
- Ancient Mesopotamian units of measurement（英语：Ancient Mesopotamian units of measurement）
- Ancient Roman units of measurement（英语：Ancient Roman units of measurement）
- Danish units of measurement（英语：Danish units of measurement）
- Obsolete Finnish units of measurement（英语：Obsolete Finnish units of measurement）
- Obsolete German units of measurement（英语：Obsolete German units of measurement）
- History of measurement systems in India（英语：History of measurement systems in India）
- List of customary units of measurement in South Asia（英语：List of customary units of measurement in South Asia）
- Maltese units of measurement（英语：Maltese units of measurement）
- Obsolete Polish units of measurement（英语：Obsolete Polish units of measurement）
- Obsolete Russian units of measurement（英语：Obsolete Russian units of measurement）
- Obsolete Scottish units of measurement（英语：Obsolete Scottish units of measurement）
- Obsolete Tatar units of measurement（英语：Obsolete Tatar units of measurement）
- Old Cornish units of measurement（英语：Old Cornish units of measurement）
- Old Irish units of measurement（英语：Old Irish units of measurement）
- Ottoman units of measurement（英语：Ottoman units of measurement）
- Persian units of measurement（英语：Persian units of measurement）
- Portuguese customary units（英语：Portuguese customary units）
- Roman timekeeping
- Spanish customary units（英语：Spanish customary units）
- Tamil units of measurement（英语：Tamil units of measurement）

## 延伸閱讀
- Encyclopaedia of Historical Metrology, Weights, and Measures; Jan Gyllenbok; Birkhäuser; 2018; 3 Volumes.
- Historical Metrology: A New Analysis of the Archaeological and the Historical Evidence Relating to Weights and Measures; Algernon Berriman; Praeger; 1970; ISBN 978-0837124247.